# Sovereignty (häst)
Sovereignty, född 22 februari 2022, är ett engelskt fullblod, mest känd för att ha segrat i Kentucky Derby (2025).

## Bakgrund
Sovereignty är en brun hingst efter Into Mischief och under Crowned (efter Bernardini). Han föddes upp av sina ägare Godolphin i Kentucky. Han tränas av William I. Mott och rids oftast av Junior Alvarado.

## Karriär
Sovereignty började tävla i augusti 2024, och har till maj 2025 sprungit in 3 672 800 dollar på 6 starter, varav 3 segrar och 2 andraplatser. Han har tagit karriärens hittills största seger i Kentucky Derby (2025). Han har även segrat i Street Sense Stakes (2024) och Fountain of Youth Stakes (2025).